# Frigidoalvania pelagica
Frigidoalvania pelagica is een slakkensoort uit de familie van de Rissoidae. De wetenschappelijke naam van de soort is voor het eerst geldig gepubliceerd in 1851 door Stimpson.